# ويليام جيمس بروفتون
ويليام جيمس بروفتون (بالإنجليزية: William James Broughton)‏ هو فارس نيوزيلندي، ولد في 6 يناير 1913، وتوفي في 23 سبتمبر 1990.